# Diadegma integrator
Diadegma integrator är en stekelart som beskrevs av Aubert 1970. Diadegma integrator ingår i släktet Diadegma och familjen brokparasitsteklar. Inga underarter finns listade i Catalogue of Life.